# Brett Robinson (rugby à XV)
Pour les articles homonymes, voir Robinson et Brett Robinson.
Pas d'image ? Cliquez ici

a Compétitions nationales et continentales officielles uniquement.

b Matchs officiels uniquement.
Dernière mise à jour le 13 avril 2023.
 Brett John Robinson, né le 24 janvier 1970 à Toowoomba (Australie), est un ancien  joueur de rugby à XV qui a joué avec l'équipe d'Australie. Il évoluait au poste de troisième ligne aile (1,88 m pour 101 kg).
En novembre 2024, il est élu à la présidence de World Rugby, succédant à l'anglais Bill Beaumont. Il était opposé à deux anciens internationaux : le français Abdelatif Benazzi et l'italien Andrea Rinaldo.

## Carrière

### En club
- ACT Brumbies

Brett Robinson fut 43 fois capitaine des Brumbies.

### En équipe nationale
Il a disputé son premier test match le 23 octobre 1996 contre l'Italie. Son dernier test match fut contre l'équipe des Tonga, le 22 septembre 1998.

## Palmarès
- 16 test matchs avec l'équipe d'Australie